# Карваш, Петер
Петер Карваш (словац. Peter Karvaš; 25 апреля 1920, Банска-Бистрица, Чехословакия — 28 ноября 1999, Братислава, Словакия) — словацкий драматург, прозаик и теоретик театра, редактор. Секретарь Союза словацких писателей. Член Академии искусств ГДР.

## Биография
Еврейского происхождения. Сын врача и художницы К. Скутецкой-Карвашовой.
Обучался в школе прикладного искусства (1938—1939), позже Чешском техническом университете в Праге.
Во время Второй мировой войны подвергался расовому преследованию, был интернирован в концлагерь. Участник Словацкого национального восстания 1944 года. Печатался в повстанческой прессе. Его родители были казнены нацистами в начале 1945 года.
В 1945—1947 годах обучался на философском факультете в Университете им. Коменского в Братиславе.
После войны в 1945—1948 гг. — драматург на чехословацком радио, преподаватель и драматург Словацкого национального театра в Братиславе, 1949—1950 гг. — атташе по культуре в посольстве Чехословакии в Бухаресте, позже работал в Министерстве образования (заведующий департамента театров), редактором «Kultúrny život» («Культурная жизнь») и секретарь Союза словацких писателей. В 1968—1974 гг. был доцентом театрального искусства, с 1974 г. — научный сотрудник НИИ культуры в Братиславе. В 1980 году ушёл на пенсию.
Поддержал «Пражскую весну». В 1968—1990 гг. участвовал в диссидентском движении. В своём творчестве остро осуждал практику политических репрессий и критиковал нравственную деградацию чехословацкого общества 1950—1960-х гг. Подвергался гонениям. После 1968 года за отказ поддержки ввода войск Варшавского договора в Чехословакию был запрещён публиковаться .

## Творчество
Дебютировал в 1937 году. В произведениях 1950-х годов отдал дань социалистическому реализму: роман «Это поколение» («Toto pokolenie», 1949) и др. В своей сатирической прозе развивал традиции К. Чапека: сборники рассказов «Чёрт не дремлет» («Čert nespí», 1954, рус. пер. 1957), «Юморески и другие пустячки» («Humoresky a iné kratochvíle», zv. 1-3, 1984-89, рус. пер. 1991), «Всё было совсем по-другому» («Bolo to celkom ináč», 1994) и др.
Автор антифашистских драм, в том числе психологической дилогии «Полуночная месса» («Polnočna omša», 1959, рус. пер. 1960) и «Антигона и другие» («Antigóna a tí druhí», 1961, рус. пер. 1966), «Пациент 113» (1955); абсурдистского гротескно-сатирического триптиха — «Большой парик» (1965), «Эксперимент „Дамокл“» (1967), драмы «Абсолютный запрет» («Absolútny zákaz», 1969, критика общественно-политических порядков Чехословакии 1950—1960-х гг.); комедии «Патриоты из города Ио» («Vlastenci z mesta Yo», 1988, рус. пер. 1990).
Среди других сочинений: автобиографическая книга «В гнезде» («V hniezde», 1981).

## Избранные произведения

### Проза
- 1946-Není přístavů
- 1947-Polohlasom
- 1949-Toto pokolení, román
- 1950-S námi a proti nám
- 1952-Pokolení v útoku, román
- 1954-Čert nespí
- 1957-Čertovo kopýtko
- 1961-Konfety a leporela, сборник юморесок
- 1968-Nedokončená pro dětský hlas, юмористическо-автобиографическая книга
- 1970-Kniha úlevy
- 1970-Malovat čerta na zeď
- 1979-Noc v mém městě, книга o Словацком национальном восстании 1944 года
- 1984-Humoresky a jiné kratochvíle
- 1989-Poslední humoresky a jiné kratochvíle
- 1991-Polehčující okolnost, сборник прозы
- 1992-My, co nechceme být jmenováni
- 1993-Velikán čili Život a dílo profesora Bogović, новелла
- 1994-Bylo to docela jinak, книга апокрифов
- 1995-V uvozovkách, сборник
- 1995-Intimní dialogy
- 1997-Tajemství sfingy
- 2000-Zrada múz (издано посмертно)
- 2001-Za zdí (издано посмертно)

### Пьесы
- 1943-Hanibal před branami, (1949)
- 1943-Maják, jednoaktovky
- 1945-Spolek pěti «P»
- 1945-Meteor,
- 1946-Hra o básníkovi
- 1948-Bašta
- 1946-Návrat do života
- 1950-Lidé z naší ulice
- 1953-Srdce plné radosti
- 1955-Pacient sto třináct
- 1955-Diplomaté
- 1959-Půlnoční mše
- 1960-Zmrtvýchvstání dědečka Kolomana
- 1962-Antigona a ti druzí
- 1963-Jizva
- 1964-Velká paruka
- 1966-Experiment Damokles
- 1969-Absolutní zákaz
- 1986-Soukromá oslava
- 1987-Zadní vchod
- 1988-Vlastenci z města Yo
- 1994-4x ne

### Теоретические работы
- 1948-Kapitoly o rozhlase
- 1948-K základním otázkám současného divadla
- 1948-Úvod do základních problémů divadla
- 1956-K některým tvůrčím problémem naší dramatu
- 1964-Zamyšlení nad dramatem
- 1969-Zamyšlení nad dramaturgií
- 1977-Prostory v divadle a divadlo v prostoru

### Репортажи
- 1945-Most
- 1953-Dítě a meč (О ГДР)
- 1959-Leningradské epištoly (Об СССР)
- 1960-Výlet na jih (Об СССР)
- 1996-Cestou tam a pozpátku